# Walter Weiler
Walter Weiler (ur. 4 grudnia 1903 w Winterthurze, zm. 4 maja 1945) – szwajcarski piłkarz grający na pozycji obrońcy. W reprezentacji Szwajcarii rozegrał 25 meczów i strzelił 4 gole.

## Kariera klubowa
Swoją karierę piłkarską Weiler spędził w klubie Grasshoppers Zurych. Zadebiutował w nim w 1926 roku, a swoją karierę zakończył w 1944 roku. Wraz z Grasshoppers wywalczył siedem tytułów mistrza Szwajcarii w latach 1927, 1928, 1931, 1937, 1939, 1942 i 1943. Zdobył też dziewięć Pucharów Szwajcarii w latach 1927, 1932, 1934, 1937, 1938, 1940, 1941, 1942 i 1943.

## Kariera reprezentacyjna
W reprezentacji Szwajcarii Weiler zadebiutował 10 października 1926 roku w przegranym 1:7 towarzyskim meczu z Austrią, rozegranym w Wiedniu. Wcześniej był rezerwowym zawodnikiem na igrzyskach olimpijskich w Paryżu, na których Szwajcaria zdobyła srebrny medal. W 1928 roku reprezentował Szwajcarię na igrzyskach olimpijskich w Amsterdamie. W 1934 roku został powołany wraz z bratem Maxem do kadry na mistrzostwa świata we Włoszech. Na nich był rozegrał dwa spotkania: w 1/8 finału z Holandią (3:2) i ćwierćfinałowe z Czechosłowacją (2:3). Od 1926 do 1942 roku rozegrał w kadrze narodowej 25 meczów i strzelił 4 gole.